# Ганс фон Шак
Ганс фон Шак (нім. Hans von Schack; 6 квітня 1913, Гота — 3 квітня 1978, Лаутербах) — німецький офіцер, майор вермахту. Кавалер Лицарського хреста Залізного хреста.

## Нагороди
- Медаль «За вислугу років у Вермахті» 4-го класу (4 роки; 1 квітня 1937)
- Медаль «У пам'ять 13 березня 1938 року»
- Медаль «У пам'ять 1 жовтня 1938 року» (18 жовтня 1939)
- Залізний хрест
  - 2-го класу (5 січня 1940)
  - 1-го класу (22 травня 1942)
- Медаль «За зимову кампанію на Сході 1941/42»
- Нагрудний знак «За поранення» в чорному (17 лютого 1943)
- Кримський щит
- Лицарський хрест Залізного хреста (27 січня 1945) — як майор та командир 16-го кавалерійського полку СС 8-ї кавалерійської дивізії СС «Флоріан Гайєр»; за заслуги під час оборони Будапешта.